# Linda Goupil
Pour les articles homonymes, voir Goupil.
Linda Goupil, née le 13 mai 1961 à Saint-Léon-de-Standon, est une femme politique québécoise et ancienne ministre péquiste.

## Biographie
Linda Goupil a étudié en droit à l'Université de Sherbrooke. Elle pratique sa profession de 1985 à 1998. Elle a été présidente du conseil d'administration du Cégep de Lévis-Lauzon en 1997-1998.

### Carrière politique
Elle est élue aux élections de 1998, dans la circonscription de Lévis pour le Parti québécois.
Elle a occupé les postes de ministre de la Justice de 1998 à 2001, de ministre de la Famille et de l'Enfance du 8 mars 2001 au 29 avril 2003 et de ministre de la Solidarité sociale du 30 janvier 2002 au 29 avril 2003.
Linda Goupil a été défaite aux élections de 2003 par la libérale Carole Théberge, mais a continué à être candidate du Parti québécois par la suite : en 2007 dans la Lévis (deuxième avec 26 % des voix derrière Christian Lévesque de l'ADQ), et en 2014 dans Bellechasse (troisième avec 13 % des voix), à la suite de la demande de Pauline Marois.
Après sa défaite de 2003, elle fait partie du bureau d'avocats Lagacé, Goupil et Lacasse situé à Pintendre (Lévis).

## Distinctions et prix
Elle est médaillée du Barreau en 2000. 
Elle est récipiendaire, en 2005, de la Médaille de l'Assemblée nationale.